# Kiến Dương
Kiến Dương (chữ Hán giản thể: 建阳区, tên khác là Đại Đàm, Đàm Dương, âm Hán Việt: Kiến Dương khu) là một quận của địa cấp thị Nam Bình, tỉnh Phúc Kiến. Cộng hòa Nhân dân Trung Hoa. Quận Kiến Dương nằm ở chân núi phía nam của Vũ Di Sơn, đông giáp Chính Hòa, Tùng Khê, nam giáp Kiến Âu, Thuận Xương, tây giáp Thiệu Vũ, Quang Trạch, bắc giáp Phố Thành, Vũ Di Sơn. Kiến Dương có chiều dài đông-tây 112,5 km, nam-bắc 69 km. Quận Kiến Dương có diện tích 3383 km². Quận này được chia thành 10 trấn và 3 hương. 
- Trấn: Đàm Thành, Đồng Du, Ma Sa, Thủy Cát, Tiểu Hồ, Cử Khẩu, Tương Khẩu, Từ Thị, Hoàng Hàng, Chương Đôn.
- Hương: Hồi Long, Thư Phường, Sùng Lạc.